# Abel-François Poisson de Vandières
Abel-François Poisson de Vandières, marqués de Marigny y de Menars (París, 18 de febrero de 1727 - Ibidem, 11 de mayo de 1781), fue un noble francés, que sirvió como director de los Edificios del Rey. Fue hermano de la amante oficial de Luis XV, Jeanne-Antoinette Poisson.

## Biografía
Plebeyo de nacimiento, recibió su educación en las clases altas de París. Cuando su hermana mayor se convirtió, en 1745, en la amante oficial de Luis XV, y se le concedió el título de marquesa de Pompadour, trajo a la Corte a su hermano que supo captarse la atención del Rey. Cuando Philibert Orry perdió el favor del soberano, este nombró a Abel-François, que tenía 18 años, subdirector de la dirección general de los Edificios, Artes, Jardines y Manufacturas, mientras que Carlos Francisco Paul Le Normant de Tournehem, probablemente padre biológico de la marquesa de Pompadour, fue designado como sucesor de Orry.
Charles Antoine Coypel, primer pintor del Rey, fue el encargado de educar en arte a Abel-François que, con su ayuda, aprendió a seleccionar los cuadros de las colecciones reales para exponerlas en el Palacio de Luxemburgo, creando el primer museo de Francia.
Entre diciembre de 1749 y septiembre de 1751, pasó veinticinco meses en Italia estudiando, primero, en la Academia Francesa de Roma, después acometió el Grand Tour con el grabador Charles-Nicolas Cochin, el arquitecto Jacques-Germain Soufflot y el abad Leblanc. Este viaje tuvo gran importancia para la evolución, en Francia, de las artes y el estilo.
Tras la muerte de Le Normant de Tournehem en 1751, fue llamado por el rey para ocupar el cargo de director de los Edificios del Rey, cargo que desempeñó hasta 1773, estableciendo un récord de longevidad en estas funciones en el siglo XVIII. Fomentó la pintura histórica y, en la arquitectura, el movimiento de retorno a la Antigüedad que engendraría el neoclasicismo.
Susceptible, orgulloso, desconfiado, preocupado por su origen plebeyo, Marigny fue un administrador inteligente y activo, consciente de la importancia de su misión. Protegió a Soufflot a quien confió la cantería de la nueva iglesia de Santa Genoveva, verdadero exponente del estilo a la antigua. Encargó a Charles De Wailly y a Marie-Joseph Peyre la cantería del nuevo Teatro Francés (actual Teatro del Odeón). Hizo reformar la plaza de Luis XV (actual Plaza de la Concordia) y plantar los jardines de los Campos Elíseos. Supervisó la construcción de la Escuela Militar. Hizo numerosos encargos a François Boucher, Van Loo, Jean-Baptiste Pierre y nombró a Charles-Joseph Natoire director de la Academia Francesa en Roma.
Heredó de su padre, en 1754, el castillo de Marigny-en-Orxois, cercano al Palacio Thierry y, ese mismo año, fue nombrado marqués de Marigny. En 1767 se casó con Julie Filleul (1751-1822)
Acumuló importantes colecciones en sus numerosas mansiones.
Estuvo gravemente enfermo de gota y murió prematuramente en 1781 sin dejar testamento.

## Residencias
- 1752-1778: Palacio de Marigny, construido en 1640, en la calle Saint-Thomas-du-Louvre (demolido, actualmente su solar está situado entre el ala Richelieu y la esquina noreste de la pirámide del Louvre). La sede de la dirección general de Edificios hasta 1773.
- 1778-1781: Palacio de Massiac, plaza de las Victorias, construido en 1635.
- 1754-1781: Palacio de Marigny-en-Orxois, Marigny-Orxois: palacio medieval modernizado.
- 1759-1773: Palacio de Marigny, barrio de Roule, París: comprado al duque de Orleans. Reformado en 1768-1771 por Jacques-Germain Soufflot, que construyó una nueva fachada occidental de estilo paladiano.
- 1764-1781: Palacio de Menars en Menars (Loir-et-Cher), heredado de su hermana la marquesa de Pompadour.
- Pabellón Le Pate en Bercy, al sureste de París, construido en 1720.